# Aleksandra Dereń
Aleksandra Dereń, po mężu Jones (ur. 1 lutego 1978 w Gorzowie Wielkopolskim) – polska lekkoatletka, specjalizująca się w biegach średniodystansowych, mistrzyni i reprezentantka Polski, wicemistrzyni Europy juniorów (1997).

## Kariera sportowa
Była uczennicą II Liceum Ogólnokształcącego im. Marii Skłodowskiej-Curie w Gorzowie Wielkopolskim, w 1995 i 1996 wybierano ją najpopularniejszym sportowcem szkoły. Reprezentowała barwy WLKS Siedlce.
Jej największym sukcesem na arenie międzynarodowej był srebrny medal mistrzostw Europy juniorów w 1997 w biegu na 800 metrów, z czasem 2:03,70. Na tych samych zawodach zajęła także 5. miejsce w sztafecie 4 x 400 metrów, z czasem 3:40,63 (z Anetą Lemiesz, Justyną Karolkiewicz i Aleksandrą Pielużek). Reprezentowała również Polskę na mistrzostwach Europy seniorów w 1998 (odpadła w półfinale biegu na 800 metrów, z wynikiem 2:02,22, młodzieżowych mistrzostwach Europy w 1999 (w biegu na 800 metrów zajęła 6. miejsce, z czasem 2:05,55, w sztafecie 4 x 400 metrów – 4. miejsce, z czasem 3:33,28 (z Aleksandrą Pielużek, Anną Olichwierczuk i Grażyną Prokopek) halowych mistrzostwach Europy w 1998 (odpadła w eliminacjach biegu na 800 metrów, z wynikiem  2:07,37) i halowych mistrzostwach Europy w 2000 (odpadła w eliminacjach biegu na 800 metrów, z wynikiem 2:05,45) oraz dwukrotnie w zawodach Pucharu Europy – w I lidze w 1998 (3. miejsce w sztafecie 4 x 400 metrów) i Superlidze w 1999 (8. miejsce w biegu na 800 metrów, z czasem 2:07,34).
Na mistrzostwach Polski seniorek na otwartym stadionie zdobyła trzy medale w biegu na 800 metrów: złoty w 1998, srebrny w 1999 i brązowy w 1997. Na halowych mistrzostwach Polski seniorek wywalczyła dwa złote medale w biegu na 800 metrów – w 1998 i 2000 oraz srebrny medal w biegu na 1500 metrów w 2000.
Od 2000 mieszka w USA, w 2003 ukończyła studia na Uniwersytecie Południowej Kalifornii, następnie rozpoczęła pracę jako trener biegania. Mieszka w Apex w Karolinie Północnej.       
Rekordy życiowe:
- Bieg na 400 m: 54,76 (8.06.1996)
- bieg na 800 m – 2:00,31 (18.08.1998)
- bieg na 1500 m – 4:19,72 (12.09.1999)